# Howard Cannon
Howard Walter Cannon, född 26 januari 1912 i St. George, Utah, död 5 mars 2002 i Las Vegas, Nevada, var en amerikansk demokratisk politiker. Han representerade delstaten Nevada i USA:s senat 1959-1983.
Cannon avlade 1937 juristexamen vid University of Arizona. Han återvände sedan till Utah och var 1939 ledamot av delstatens senat. Han deltog i andra världskriget i US Army Air Forces och befordrades till överstelöjtnant.
Efter kriget flyttade Cannon till Nevada. Han tillträdde 1949 som stadsåklagare i Las Vegas. Han besegrade den sittande senatorn George W. Malone i senatsvalet 1958. Cannon omvaldes 1964, 1970 och 1976. Han förlorade sedan mot republikanen Chic Hecht i senatsvalet 1982.
Cannon var medlem i Jesu Kristi Kyrka av Sista Dagars Heliga. Han gravsattes på Arlingtonkyrkogården.